# جنیفر کلمنت
جنیفر کلمنت (انگلیسی: Jennifer Clement؛ زادهٔ ۱۹۶۰) پدیدآور اهل ایالات متحده آمریکا است.
از فیلم‌ها یا برنامه‌های تلویزیونی که وی در آن نقش داشته‌است می‌توان به دفترچه خاطرات یک بی‌عرضه،  حرف، حرف رودریکه اشاره کرد.